# Velux
Velux – duńskie przedsiębiorstwo z siedzibą w Hørsholm specjalizujące się w produkcji okien dachowych, świetlików, okien do płaskiego dachu, a także rolet i żaluzji, systemów inteligentnego domu i produktów montażowych przeznaczonych do instalacji okien dachowych.

## Historia
W 1941 roku Villum Kann Rasmussen założył przedsiębiorstwo specjalizujące się w szklanych konstrukcjach dachowych. Jednym z pierwszych zamówień jakie otrzymał było dostarczenie okien do poddaszy dla kilku szkół, których strychy miały zostać zaadaptowane na sale szkolne. Założyciel wyznaczył sobie następujące zadanie: „Stworzyć okno do poddaszy, które będzie równie dobre co najlepsze okno pionowe”.
Okna dostarczone do szkół wyprodukowano z drewna i wyposażono w zewnętrzne okładziny z cynku. Były one wodoszczelne i nie wymagały konserwacji, co idealnie sprawdzało się w przypadku spadzistych dachów. Na fakturze Kann Rasmussen napisał odręcznie „VELUX” jako wynik połączenia łacińskich słów: „VENTILATION” wentylacja i „LUX” światło. Znak towarowy VELUX został zarejestrowany w 1942 roku.
Grupa Velux należy do VKR Holding A/S, którego głównym akcjonariuszem, posiadającym 80% udziałów, jest fundacja społeczna VILLUM FONDEN.

## Działalność w Polsce
Velux prowadzi działalność w Polsce od 1990 roku, zaś w 1998 roku rozpoczął produkcję w Polsce w fabryce w Gnieźnie. Siedziba polskiego oddziału mieści się w Warszawie. Grupa Velux i jej spółki siostrzane posiadają w Polsce cztery zakłady produkcyjne w: Gnieźnie (dwie fabryki), Namysłowie oraz w Wędkowach koło Tczewa. W 2016 wszystkie polskie zakłady produkcyjne, jako pierwsze w branży stolarki, otrzymały certyfikat ISO 50001.